# Eparchia del Cairo dei Maroniti
L'eparchia del Cairo dei Maroniti (in latino Eparchia Cahirensis Maronitarum) è una sede della Chiesa maronita in Egitto. Nel 2021 contava 6.350 battezzati. È retta dall'eparca Georges Chihane.

## Territorio
L'eparchia estende la sua giurisdizione a tutti i fedeli maroniti residenti in Egitto, in Sudan e nel Sudan del Sud.
Sede eparchiale è la città del Cairo, dove si trova la cattedrale di San Giuseppe.
Il territorio è suddiviso in 9 parrocchie. Nel 2010 si contavano parrocchie, oltre che al Cairo, anche a Alessandria d'Egitto, Mansura, Porto Said, Ismailia, Zeitoun e Khartum.

## Storia
Una comunità maronita, composta da emigrati provenienti da Cipro e dal Libano, è attestata in Egitto fin dal 1639. Nel XVIII secolo la comunità si sviluppa e i patriarchi inviano in Egitto monaci dell'Ordine Maronita Mariamita. Nel 1904 (o 1906) il patriarca Elias Boutros Hoayek eresse in Egitto un vicariato, dipendente direttamente dal patriarcato maronita. Contestualmente fu costruita anche la chiesa di San Giuseppe nel quartiere Daher del Cairo, futura cattedrale.
Il vicariato patriarcale è stato elevato alla dignità di eparchia il 22 giugno 1946 con la bolla Inter praecipuas di papa Pio XII e contestualmente la sua giurisdizione, inizialmente limitata al solo Egitto, è stata estesa anche al Sudan. Il suo primo eparca è stato Pierre Dib, noto storico e erudita della Nazione maronita.

## Cronotassi dei vescovi
Si omettono i periodi di sede vacante non superiori ai 2 anni o non storicamente accertati.
- Pierre Dib † (30 luglio 1946 - 4 novembre 1965 deceduto)
  - Sede vacante (1965-1972)
- Joseph Merhi, C.M.L. † (24 agosto 1972 - 5 giugno 1989 ritirato)
- Joseph Dergham † (5 giugno 1989 - 18 settembre 2005 ritirato)
- François Eid, O.M.M. (24 settembre 2005 - 16 giugno 2012 nominato procuratore patriarcale presso la Santa Sede)
- Georges Chihane, dal 16 giugno 2012

## Statistiche
L'eparchia nel 2021 contava 6.350 battezzati.
| anno | popolazione | popolazione | popolazione | presbiteri | presbiteri | presbiteri | presbiteri                | diaconi | religiosi | religiosi | parrocchie |
| anno | battezzati  | totale      | %           | numero     | secolari   | regolari   | battezzati per presbitero | diaconi | uomini    | donne     | parrocchie |
| ---- | ----------- | ----------- | ----------- | ---------- | ---------- | ---------- | ------------------------- | ------- | --------- | --------- | ---------- |
| 1950 | 14.500      | ?           | ?           | 28         | 11         | 17         | 517                       |         |           |           | 7          |
| 1969 | 10.613      | ?           | ?           | 12         | 3          | 9          | 0                         |         | 9         |           | 9          |
| 1980 | 5.000       | ?           | ?           | 9          | 3          | 6          | 555                       |         | 6         |           | 8          |
| 1990 | 4.500       | ?           | ?           | 7          | 2          | 5          | 642                       |         | 5         |           | 8          |
| 1999 | 5.000       | ?           | ?           | 5          | 2          | 3          | 1.000                     |         | 3         |           | 8          |
| 2000 | 5.200       | ?           | ?           | 6          | 3          | 3          | 866                       |         | 3         |           | 8          |
| 2001 | 5.000       | ?           | ?           | 6          | 3          | 3          | 833                       |         | 3         |           | 8          |
| 2002 | 5.000       | ?           | ?           | 6          | 3          | 3          | 833                       |         | 3         |           | 4          |
| 2003 | 5.000       | ?           | ?           | 6          | 3          | 3          | 833                       |         | 3         |           | 4          |
| 2004 | 5.003       | ?           | ?           | 6          | 3          | 3          | 833                       |         | 3         |           | 4          |
| 2009 | 5.430       | ?           | ?           | 3          | 3          |            | 1.810                     |         | 3         |           | 7          |
| 2013 | 5.000       | ?           | ?           | 6          | 3          | 3          | 833                       |         | 3         |           | 7          |
| 2016 | 5.380       | ?           | ?           | 6          | 3          | 3          | 896                       |         | 3         |           | 8          |
| 2019 | 6.300       | ?           | ?           | 7          | 5          | 2          | 900                       |         | 3         |           | 9          |
| 2021 | 6.350       | ?           | ?           | 8          | 6          | 2          | 793                       |         | 3         |           | 9          |